# Boquila trifoliolata
Boquila trifoliolata – gatunek rośliny należący do rodziny krępieniowatych. Reprezentuje monotypowy rodzaj Boquila Decaisne. Występuje w Chile, w rejonie rzeki Maule i na wyspach Chiloé. Rośnie na terenach nisko położonych wzdłuż wybrzeża.

## Morfologia

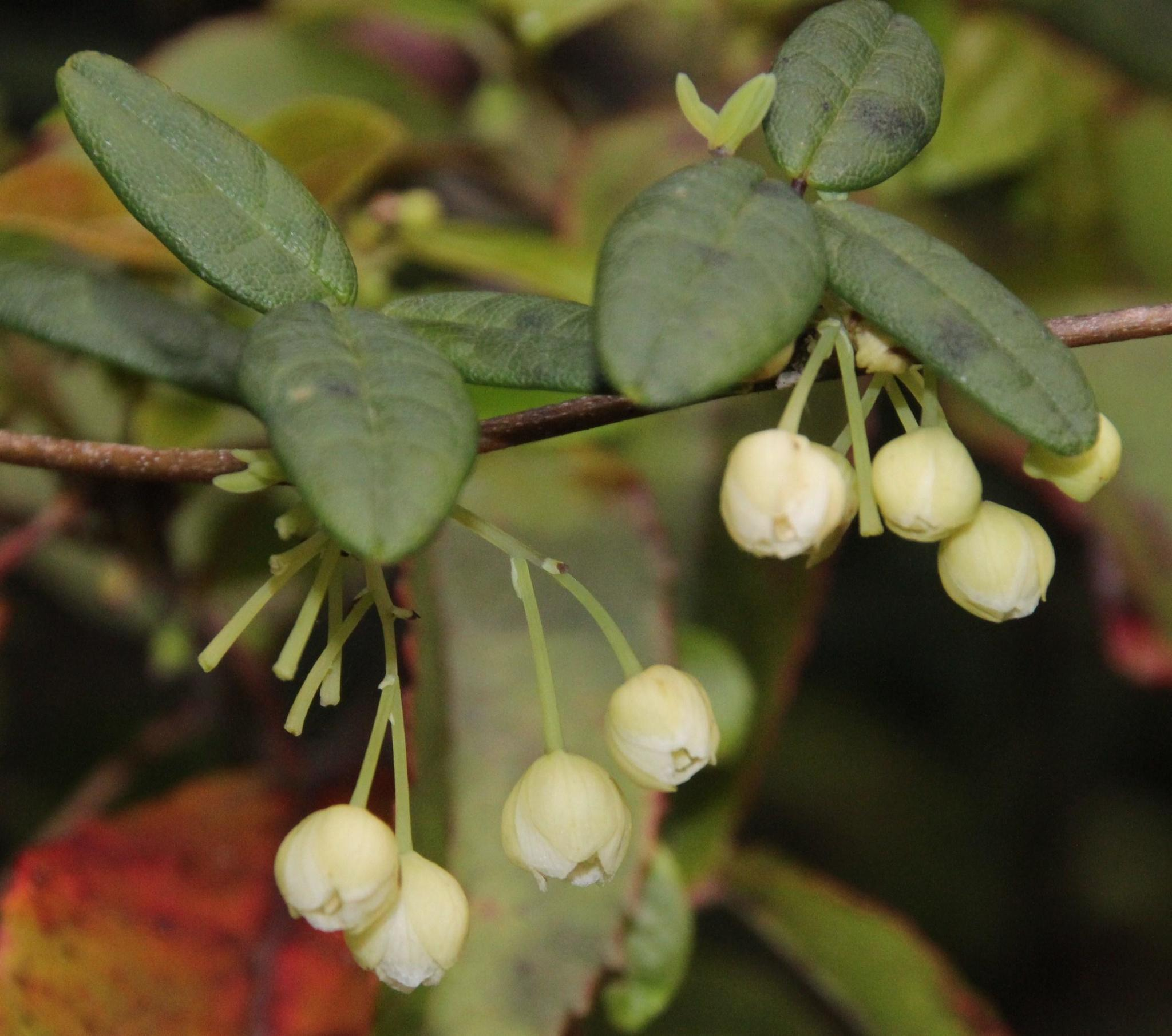
Kwiaty

PokrójPnącze osiągające do 1–2 m wysokości.
LiścieTrójlistkowe, o listkach owalnych, od spodu jaśniejszych.
KwiatyDwupienne. Zebrane w grona wsparte drobnymi przysadkami. Działek kielicha jest 6, podobnie białych płatków korony. Pręcików jest 6, zrośniętych w kolumienkę.